# XHB-2轟炸機
Fokker XHB-2是大西洋飛機公司(福克公司的美國子公司)於1927年設計的一款重型轟炸機。然而，美國陸軍航空兵團的領導層發現XHB-2的設計過於激進，無法成為適合的提案，因此該設計只存於藍圖中。